# Кунакбаево (Куюргазинский район)
Кунакба́ево (баш. Ҡунаҡбай) — деревня в Куюргазинском районе Башкортостана, входит в состав Ермолаевского сельсовета.

## Географическое положение
Расстояние до:
- районного центра (Ермолаево): 20 км,
- центра сельсовета (Ермолаево): 20 км,
- ближайшей ж/д станции (Ермолаево): 20 км.

## Население
| 2002 | 2009 | 2010 |
| ---- | ---- | ---- |
| 172  | ↘171 | ↘108 |

### Национальный состав
Согласно переписи 2002 года, преобладающая национальность — башкиры (99 %).

## Известные жители
- Чуева, Анна Николаевна (1895—1973) — советский деятель сельского хозяйства, Герой Социалистического Труда[5][6].